# Carl Friedrich von Zocha
Carl Friedrich von Zocha (* 1. Juli 1683 in Gunzenhausen; † 24. Juli 1749 in Ansbach) war Obristbaudirektor, Geheimrat und Minister des Markgraftums Brandenburg-Ansbach.

## Leben
Carl Friedrich von Zocha studierte Jura an den Universitäten in Gießen, Halle und im niederländischen Leiden. Bei etlichen Aufenthalten in Paris interessierten ihn die spätbarocken Bauten Ludwigs XIV., und er eignete sich umfangreiche architektonische Kenntnisse an, die ihn befähigten, als Obristbaudirektor in den Dienst des markgräflichen Hofes in Ansbach zu treten. In dieser Funktion entwarf er 1725 die Pläne für den Umbau der Residenz Ansbach, der unter seinem Nachfolger als Baudirektor, Leopoldo Retti, vollendet wurde.
Von Zocha leitete den Umbau des Schlosses in Unterschwaningen, in dem Friederike Luise von Preußen, die Schwester Friedrich II., bis zu ihrem Tod lebte.
Weitere Bauten von Zochas:
- Ansbach:
  - markgräfliches Gesandtenhaus, Promenade 24 (ursprünglich Musikerpalais, ab 1806 Sitz des Regierungspräsidenten, heute Verwaltungsgericht, denkmalgeschützt)
  - markgräfliches Jagdzeughaus (ab 1780 markgräfliche Hofbank, heute Verwaltungsgericht)
  - Orangerie im Hofgarten nach französischem Vorbild, errichtet ab 1726
  - Zocha-Schlößchen, errichtet ab 1737 (ab 1851 Sitz des heutigen Platen-Gymnasiums, 1945 zerstört)
- St. Laurentius (Flachslanden), Langhaus, 1719 errichtet
- Neues Schloss Rügland, errichtet ab 1714
- Schloss Eyrichshof: Nordflügel des Schlosses, errichtet ab 1735
- Schloss Birkenfeld: ländliche Villa, erbaut 1738–1752
- Schloss Falkenhausen, 1730 errichtet

Zocha prägte das Stadtbild von Ansbach nachhaltig, sein sachlicher Baustil begründete den Ansbacher Markgrafenstil.
Ausführender Baumeister der Planungen von Carl Friedrich von Zocha war häufig Johann David Steingruber.
Carl Friedrich von Zocha und seine Frau Anna Sibylla (1687–1746) waren auch literarisch interessiert und schufen sich eine umfangreiche Bibliothek. Er begründete die „Bibliotheca Zochiana“, seine Frau die „Bibliothèque des Dames“ mit Frauenliteratur.
Zum Ende seines Lebens verschuldete sich von Zocha so sehr, dass nach seinem Tod 1749 seine aus gut 14.500 Bänden bestehende Privatbibliothek und die seiner Frau versteigert werden mussten und in alle Welt zerstreut wurden. Nur der Katalog mit den Buchtiteln ist erhalten.